# Maresme

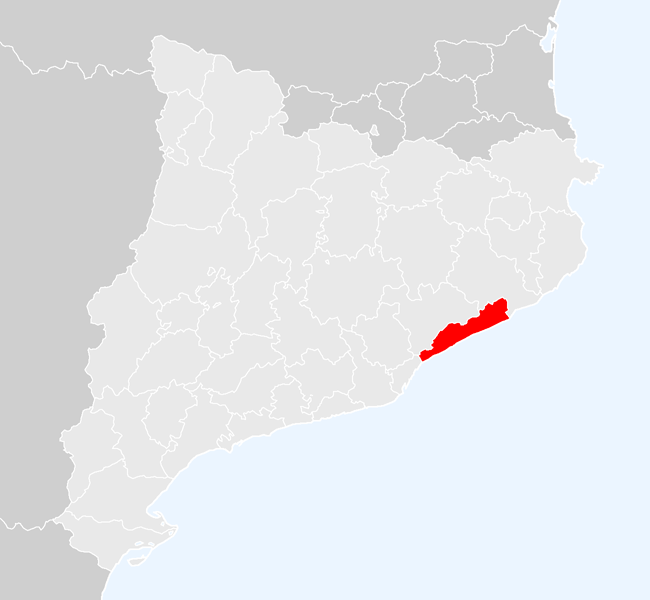
Localização do Maresme, na Catalunha.

Maresme

Maresme é uma região (comarca) da Catalunha. Abarca uma superfície de 398,91 quilômetros quadrados e possui uma população de 414.081 habitantes.

## Subdivisões
A comarca do Maresme subdivide-se nos seguintes 30 municípios:
- Alella
- Arenys de Mar
- Arenys de Munt
- Argentona
- Cabrera de Mar
- Cabrils
- Caldes d'Estrac
- Calella
- Canet de Mar
- Dosrius
- Malgrat de Mar
- El Masnou
- Mataró
- Montgat
- Òrrius
- Palafolls
- Pineda de Mar
- Premià de Dalt
- Premià de Mar
- Sant Andreu de Llavaneres
- Sant Cebrià de Vallalta
- Sant Iscle de Vallalta
- Sant Pol de Mar
- Sant Vicenç de Montalt
- Santa Susana
- Teià
- Tiana
- Tordera
- Vilassar de Dalt
- Vilassar de Mar